# Milionia leucomelas
Milionia leucomelas är en fjärilsart som beskrevs av Xavier Montrouzier 1856. Milionia leucomelas ingår i släktet Milionia och familjen mätare. Inga underarter finns listade i Catalogue of Life.